# Nephodia manchata
Nephodia manchata là một loài bướm đêm trong họ Geometridae.